# Trochulus villosulus
Trochulus villosulus е вид коремоного от семейство Hygromiidae.

## Разпространение
Видът е разпространен в Полша, Словакия, Украйна и Чехия.